# کوتشیتسا
کوتشیتسا صربی: Kotešica}} یک منطقهٔ مسکونی در صربستان است که در ناحیه کولوبارا واقع شده‌است.
 کوتشیتسا  ۷۲۷ نفر جمعیت دارد.